# Oberheim OB-X

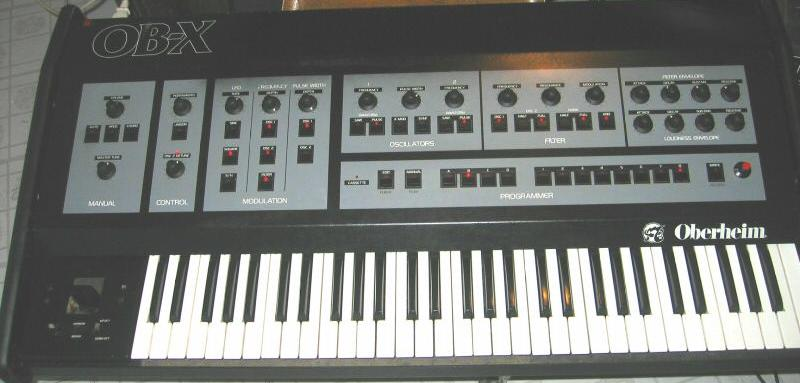
Sintetizador analógico polifónico Oberheim OBX (1979-1981)

El Oberheim OB-X es un sintetizador analógico polifónico.
Con gran portabilidad, es idóneo para recitales en vivo.
Fue presentado en 1979 y se dejó de fabricar en 1981. Venía con polifonía de cuatro, seis u ocho voces simultáneas.

## Músicos y canciones que presentan el OB-X
El OB-X fue utilizado por artistas como
- Ambrosia en Road Island (1982).
- Laurie Anderson en United States Live (1984).
- Paul Davis, en la canción «All The Way» (1979).
- Earth, Wind & Fire en Faces (1980).
- Earth, Wind & Fire en Raise! (1981).
- Eurythmics en Sweet Dreams (Are Made of This) (1983).
- John Foxx en The Garden (1981).
- Jerry Goldsmith en Star Trek: The Motion Picture (1979).
- Dave Grusin en Out of the Shadows (1982).
- Bruce Hornsby & The Range en The Way It Is (1986).
- Bruce Hornsby & The Range en Scenes From The Southside (1988).
- Japan en Gentlemen Take Polaroids (1980).
- Japan en Tin Drum (1981).
- Jean Michel Jarre en Magnetic Fields (1981).
- Billy Joel en Glass Houses (1980).
- Killing Joke en Night Time (1985).
- Killing Joke en Brighter than a Thousand Suns (1986).
- Kool and the Gang en Something Special (1981).
- Liaisons Dangereuses en Live in Hacienda (1982).
- Madonna en Madonna (1983).
- Missing Persons en Spring Session M (1982).
- Nena en 99 Luftballons (1984).
- Orchestral Manoeuvres in the Dark en Dazzle Ships (1983).
- Prince en Dirty Mind (1980).
- Prince en Controversy (1981).
- Queen en Flash Gordon (1980).
- Queen en The Game (1980).
- Queen en Hot Space (1982).
- Queen en The Works (1984).
- Roxy Music en Avalon (1982).
- Rush en Moving Pictures (1981).
- Rush en Signals (1982).
- Serú Girán en Bicicleta (1980), Peperina (1981), Yo no quiero volverme tan loco (1981).
- Styx en Paradise Theater (1981).
- Styx en Kilroy Was Here (1983).
- Supertramp en ...Famous Last Words... (1982).
- Tangerine Dream en Exit (1981).
- Ultravox en Rage in Eden (1981).
- Ultravox en Quartet (1982).